# Orphnus leleupi
Orphnus leleupi är en skalbaggsart som beskrevs av Rudolph Petrovitz 1971. Orphnus leleupi ingår i släktet Orphnus och familjen Orphnidae. Inga underarter finns listade i Catalogue of Life.